# Нова німецька біографія

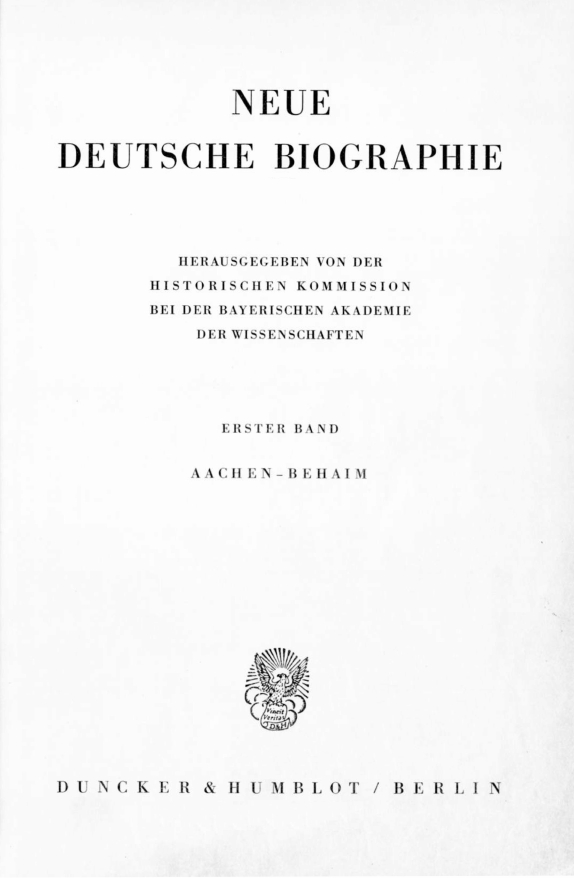
Нова німецька біографія

«Нова́ німе́цька біогра́фія» (нім. Neue Deutsche Biographie, NDB) — багатотомний біографічний словник німецькою мовою. Видається з 1953 року Історичною комісією Баварської академії наук, у видавництві Duncker & Humblot, в Берліні, Німеччина. Наступник багатотомного довідника «Загальна німецька біографія». Станом на 2013 рік опубліковано 23 томи. Вони містять понад 21,8 тисяч біографій, присвячених німцям або особам, пов'язаним із німецькою культурою та мовою. Завершення видання планується на 2019 рік. До нових томів має увійти 2400 біографій. 
Статті біографічного словника мають генеалогічну довідку, життєпис особи, оцінки її діяльності, бібліографію. Середній обсяг статті — три четвертих сторінки. Кожна стаття підписана її автором. Повний зміст перших 24 томів словника та покажчики, що охоплють статті від «Aachen» до «Stader», безкоштовно доступний в інтернеті в режимі онлайн. Інтернет-проект корегується Баварською державною бібліотекою, Історичною комісією Баварської академії наук, Австрійською академією наук та Фондом «Історичний словник Швейцарії». 
У режимі онлайн також доступний зміст багатотомників «Загальна німецька біографія», «Австірйський біографічний словник 1815–1950» (Österreichisches Biographisches Lexikon 1815–1950, ÖBL), «Історичний словник Швейцарії» (Historisches Lexikon der Schweiz, HLS), «Банк даник осіб з Рейнланд-Пфальцу» (Rheinland-Pfälzische Personendatenbank, RPPB) та «Саксонська Біографія» (Sächsische Biografie).

## Томи
1. Aachen – Behaim. 1953, Nachdruck 1971
2. Behaim – Bürkel. 1955, Nachdruck 1971
3. Bürklein – Ditmar. 1957, Nachdruck 1971
4. Dittel – Falck. 1959, Nachdruck 1971
5. Falck – Fyner (voran: Faistenberger). 1961, Nachdruck 1971
6. Gaál – Grasmann. 1964, Nachdruck 1971
7. Grassauer – Hartmann. 1966
8. Hartmann – Heske. 1969
9. Heß – Hüttig. 1972
10. Hufeland – Kaffsack. 1974
11. Kafka – Kleinfercher. 1977
12. Kleinhans – Kreling. 1980
13. Krell – Laven. 1982
14. Laverrenz – Locher-Freuler. 1985
15. Locherer – Maltza(h)n. 1987, ISBN 3-428-00196-6
16. Maly – Melanchthon. 1990, ISBN 3-428-00197-4
17. Melander – Moller. 1994, ISBN 3-428-00198-2
18. Moller – Nausea. 1997, ISBN 3-428-00199-0
19. Nauwach – Pagel. 1999, ISBN 3-428-00200-8
20. Pagenstecher – Püterich. 2001, ISBN 3-428-00201-6
21. Pütter – Rohlfs. Mit ADB & NDB-Gesamtregister auf CD-ROM. 2003, ISBN 3-428-11202-4
22. Rohmer – Schinkel. Mit 2. Ausgabe des ADB & NDB-Gesamtregister auf CD-ROM, 2005, ISBN 3-428-11203-2
23. Schinzel – Schwarz. Mit 3. Ausgabe des ADB & NDB-Gesamtregister auf CD-ROM, 2007, ISBN 978-3-428-11204-3
24. Schwarz – Stader. Mit 4. Ausgabe des ADB & NDB-Gesamtregisters auf CD-ROM, 2010, ISBN 978-3-428-11205-0
25. Stadion – Tecklenborg. 2013, ISBN 978-3-428-11206-7
26. Tecklenburg – Vocke. 2016, ISBN 978-3-428-11207-4
27. Vockerodt – Wettiner. 2020, ISBN 978-3-428-11208-1
28. Wettstein – Z (in Vorbereitung für 2023)